# Osłonino
Osłonino, kašubsky Òsłónino a německy Oslanin nebo Truchsassen, je kašubská vesnice nedaleko pobřeží Baltského moře, jižně od vesnice Rzucewo v gmině Puck v okrese Puck v Pomořském vojvodství v severním Polsku. Je sídlem sołectva Osłonino. Jižní částí vesnice protéká řeka Gizdepka.

## Historie
Obec byla založena v roce 1355. Avšak četné archeologické nálezy dokládají mnohem starší osídlení včetně hrnčířské osady a hrobů Pomořské kultury z doby železné.

## Další informace
Oblast Osłonina je využívána zemědělsky, turisticky (několik turistických stezek a cyklostezek), pro vodní sporty a také je zde pláž s malým molem. U vesnice se nachází rozhledna Osłonino, poblíž přírodní rezervace Beka (u zaniklé vesnice Beka), která je součástí Nadmořského krajinného parku (Nadmorski Park Krajobrazowy).

## Galerie

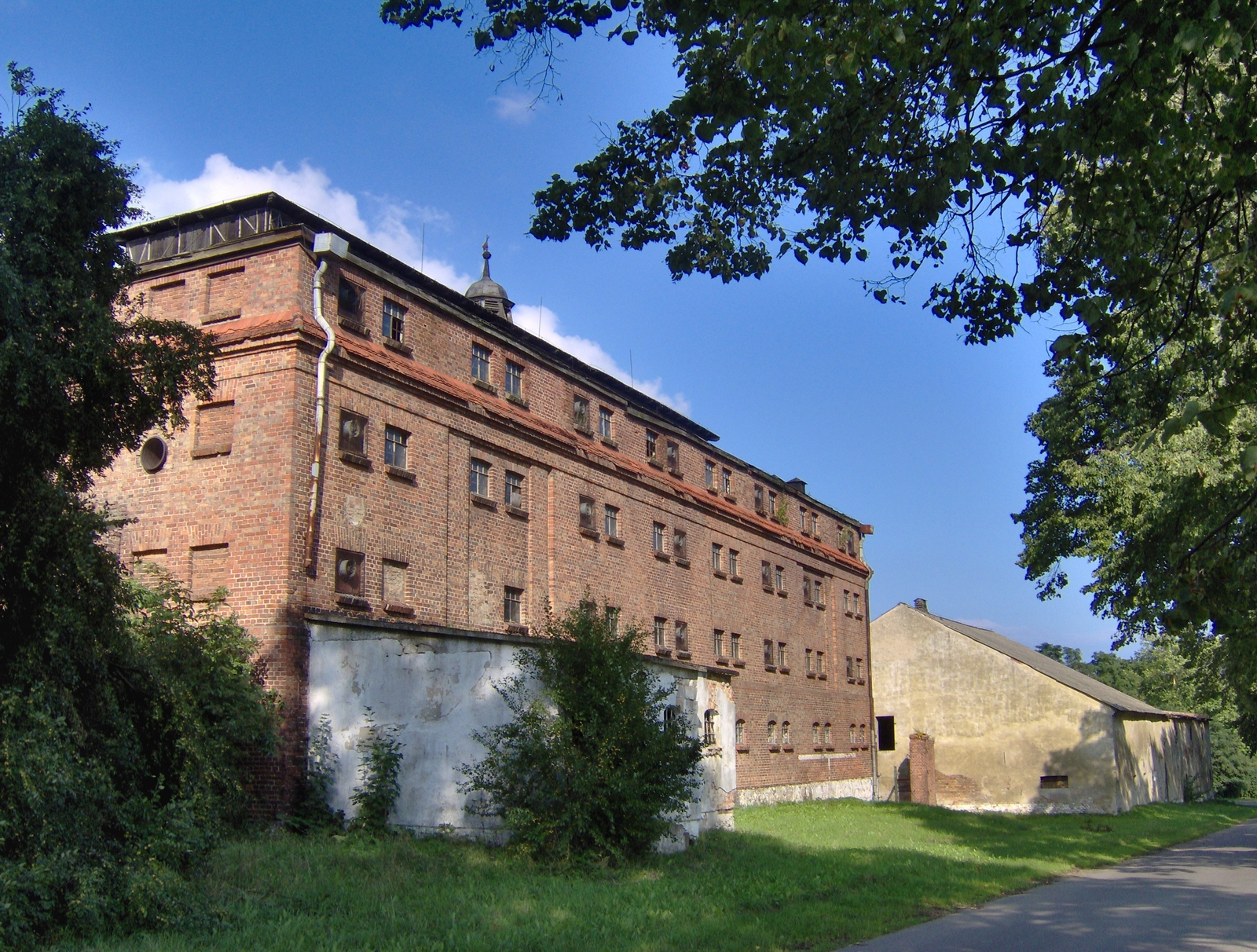
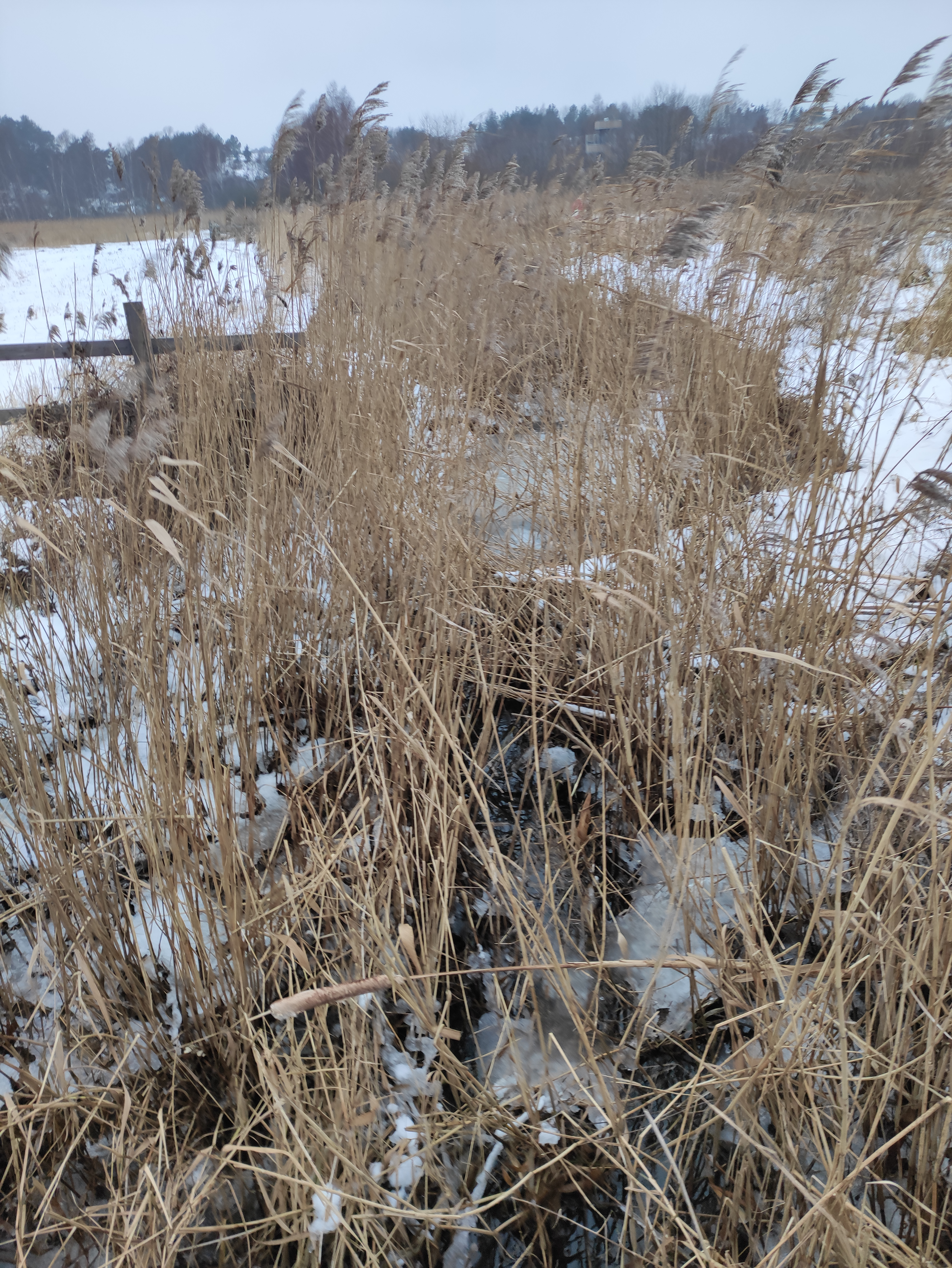
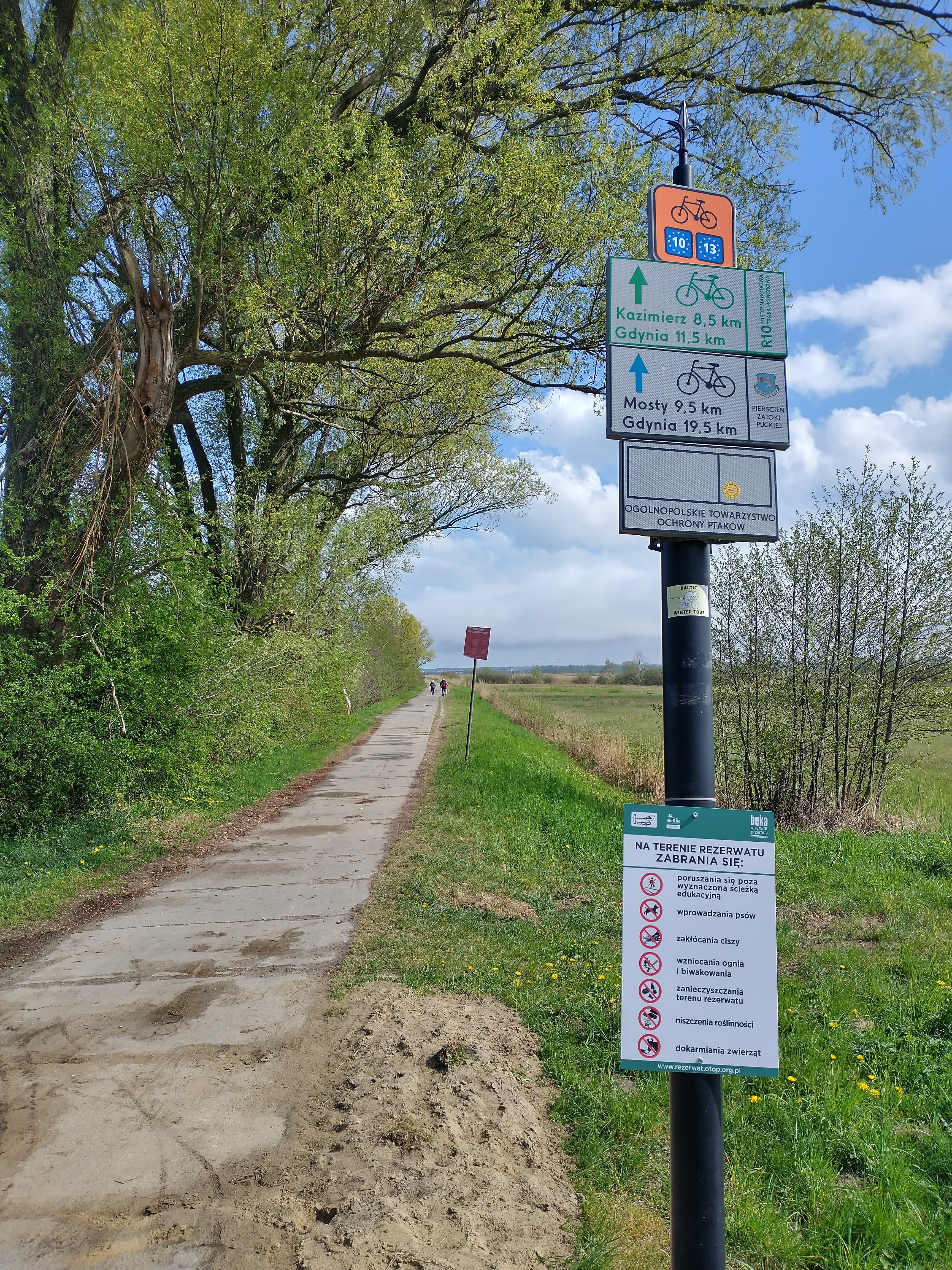
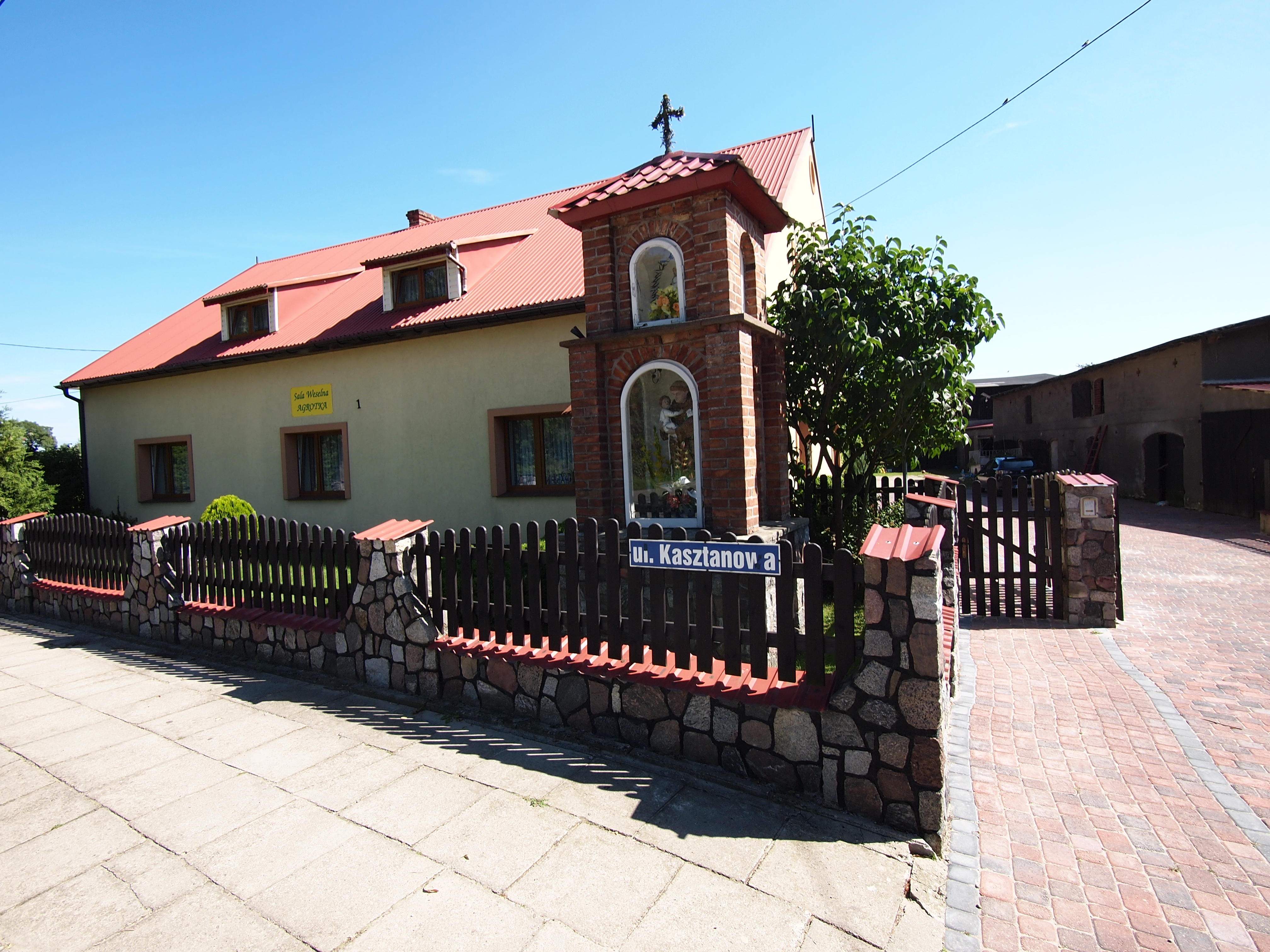
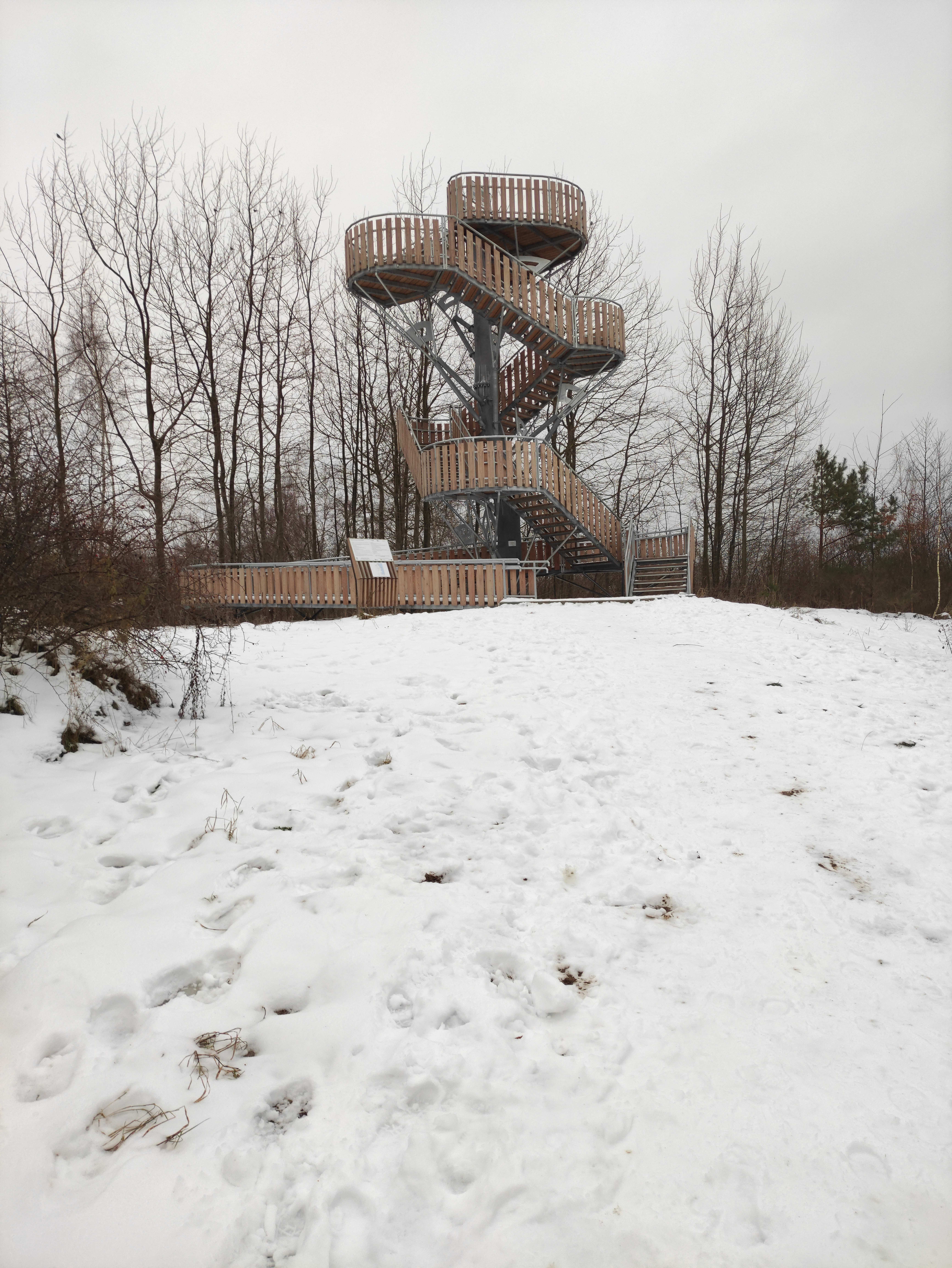
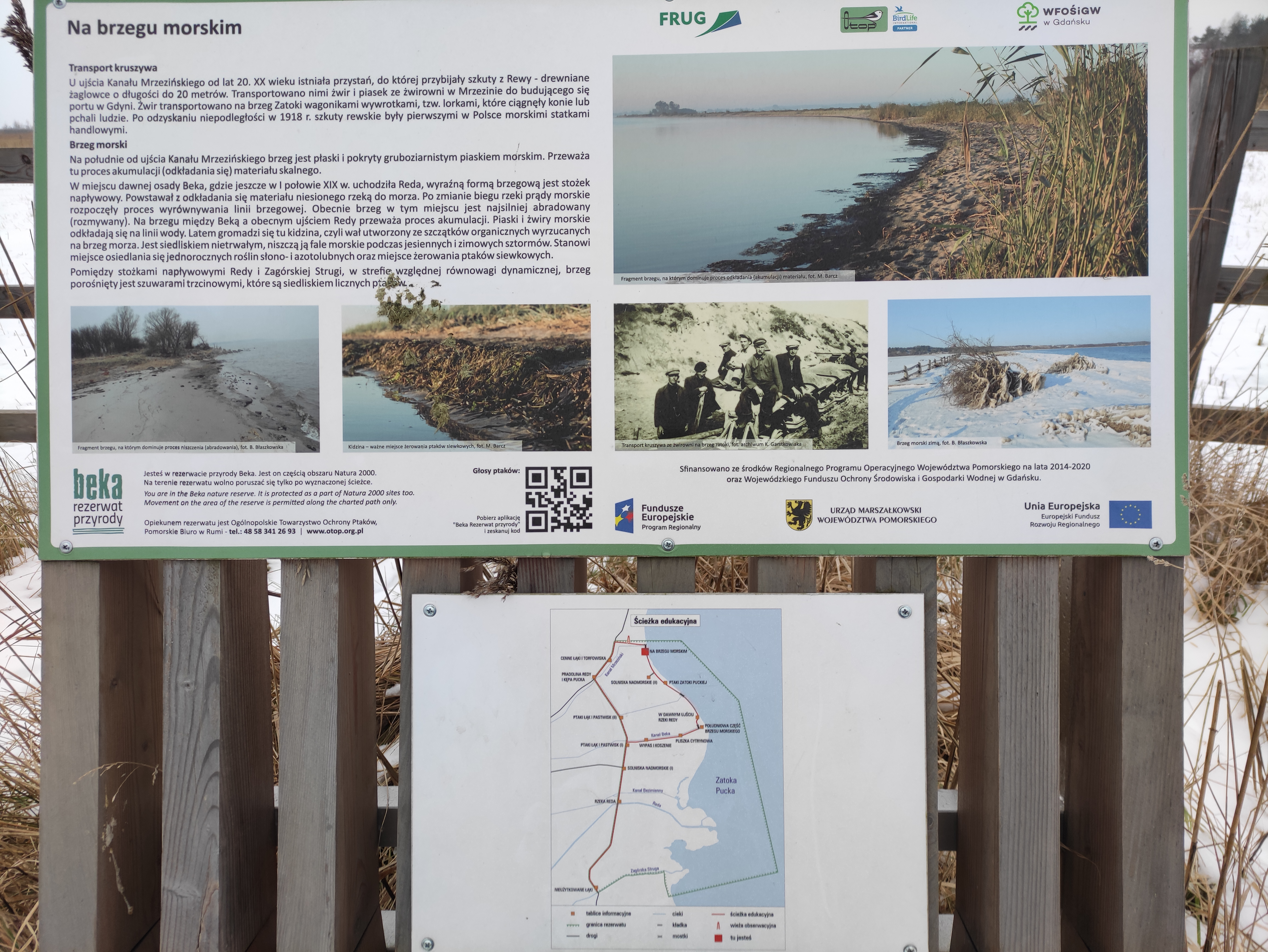
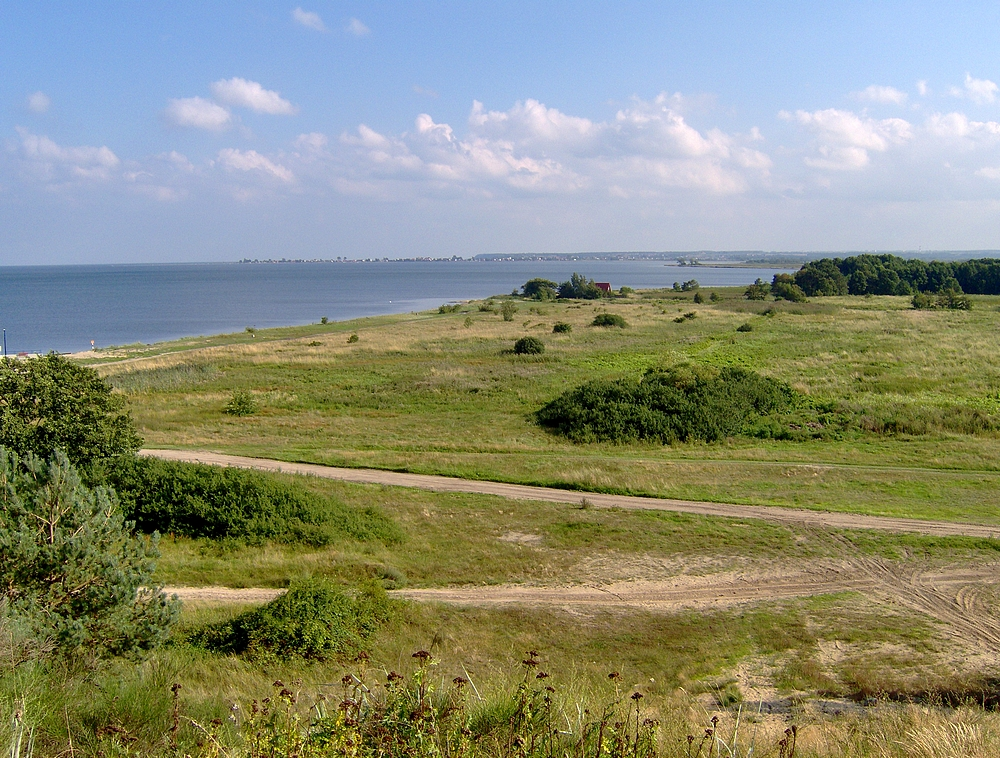